# Karl Dannhauer

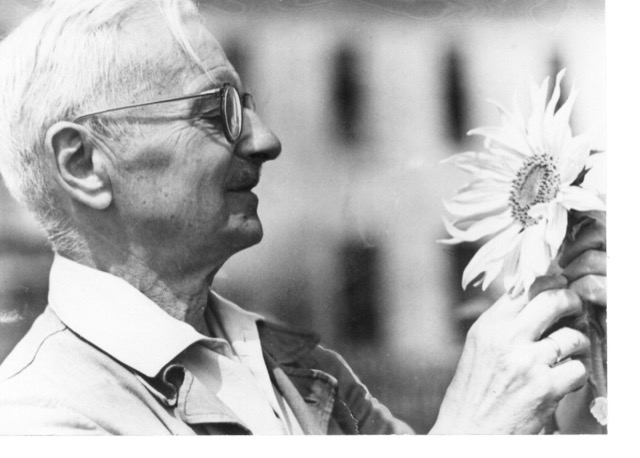
Karl Dannhauer im Heilkräutergarten

Karl Dannhauer (* 12. März 1891 in Borna; † 16. März 1977 in Plauen) war ein deutscher Lehrer, Ornithologe und Botaniker.

## Leben
Dannhauer war der Sohn eines Schriftleiters aus Borna. Schon früh zog er mit seinen Eltern nach Plauen, wo er bis 1911 das dortige Lehrerseminar besuchte. 1914 legte er die Wahlfähigkeitsprüfung in Wilkau ab und wurde ständiger Lehrer in Plauen. In dieser Funktion war er bis zur Versetzung in den Ruhestand im Jahre 1956 an verschiedenen Volks- und Mittelschulen in der vogtländischen Stadt Plauen tätig.
Durch den Erwerb von Spezialkenntnissen auf dem Gebiet der Feldornithologie wurde er ein überregional bekannter Fachmann. 1912 war er an der Gründung der Ortsgruppe Plauen des Vereins für Vogelschutz, der seinen Hauptsitz im württembergischen Stuttgart hatte, beteiligt und gehörte zu einem der aktivsten Vereinsmitgliedern. Deshalb übernahm er im Jahre 1929 die Vereinsleitung, die er bis zu dessen Auflösung 1945 ausübte. Zeitweilig hatte der Verein unter seiner Leitung um die 400 Mitglieder, die beispielsweise über 500 Nistkästen betreuten. Daneben wirkte er auch als Botaniker und kartierte beispielsweise zahlreiche Pflanzenvorkommen im sächsischen Vogtland.
Seine Kenntnisse publizierte er in zahlreichen Veröffentlichungen, darunter in der Reihe des Vogtländischen Kreismuseums Plauen 1963 die 88-seitige Broschüre Die Vogelwelt des Vogtlandes mit Fotos von H. Czerlinsky oder in den Zeitschriften Mitteilungen der vogtländischen Gesellschaft für Naturforschung, Beiträge zur Vogelkunde, Der Falke sowie im Kulturspiegel für die Stadt Plauen. Nachdem er sich über ein halbes Jahrzehnt äußerst intensiv mit der Vogelwelt einer Region beschäftigt und darüber mehrfach publiziert hatte, kannte er nicht nur alle dort vorkommenden Arten an Vögeln, sondern wusste auch die Auf- und Abentwicklung der Ornis unter den verschiedenen äußeren Einflüssen der menschlichen Gesellschaft.
Karl Dannhauer wirkte auch als Spezialist auf dem Gebiet der vogtländischen Pflanzenwelt. Bereits in den 1930er Jahren verkartete er gemeinsam mit dem Ausschuss für Pflanzenkartierung das Gebiet rings um Plauen. Ab 1956 war er Mitglied des Arbeitskreises vogtländischer Floristen im Kulturbund der DDR, in dem er jahrelang aktiv mitwirkte, bis er aus gesundheitlichen Gründen kürzertreten musste. In dieser Zeit gestaltete er auch eine kleine Pflanzen-Dauerausstellung in einem Schaufenster der Concordia-Apotheke in Plauen. Höhepunkt seines Wirkens als Botaniker war die im Jahre 1960 fertiggestellte Anlage eines botanischen Gartens auf einem beim Bombenangriff 1945 zerstörten Grundstück in Plauen (Windmühlenstraße Ecke Gottschaldstraße) mit einer Größe von ca. 420 m². In diesem Garten befanden sich mehr als 400 verschiedene Arten von Pflanzen, von denen die meisten beschildert waren.